# Mohammed Abdellaoue
Mohammed Moa Abdellaoue (ur. 23 października 1985 w Oslo) – norweski piłkarz pochodzenia marokańskiego występujący na pozycji napastnika. Brat Mustafy Abdellaoue i Omara Elabdellaoui, także piłkarzy.

## Kariera klubowa
Abdellaoue treningi rozpoczął jako junior w klubie Hasle-Løren. W 2001 roku trafił do juniorskiej ekipy Skeid Fotball, a w 2003 roku został włączony do jego pierwszej drużyny, grającej w drugiej lidze. W 2005 roku spadł z klubem do trzeciej ligi. W 2006 roku awansował z nim do drugiej ligi, jednak w 2007 roku ponownie spadł do trzeciej ligi.
W 2008 roku Abdellaoue przeszedł do pierwszoligowej Vålerenga Fotball. W Tippeligaen zadebiutował 6 kwietnia 2008 w przegranym 0:2 meczu z Tromsø IL. 13 kwietnia 2008 w wygranym 3:0 spotkaniu z Lillestrøm SK strzelił dwa gole, które były jego pierwszymi w trakcie gry w Tippeligaen. W 2008 roku zdobył z zespołem Puchar Norwegii.
W sierpniu 2010 roku Abdellaoue podpisał kontrakt z niemieckim Hannoverem 96. W Bundeslidze zadebiutował 21 sierpnia 2010 roku w wygranym 2:1 spotkaniu z Eintrachtem Frankfurt. 28 sierpnia 2010 roku w wygranym 2:1 pojedynku z FC Schalke 04 zdobył pierwszą bramkę w Bundeslidze.
11 czerwca 2013 roku podpisał czteroletni kontrakt z VfB Stuttgart.

## Kariera reprezentacyjna
W reprezentacji Norwegii Abdellaoue zadebiutował 20 sierpnia 2008 roku w zremisowanym 1:1 towarzyskim meczu z Irlandią.